# Шепетюк Ірина Любомирівна
Іри́на Любоми́рівна Шепетю́к (* 1982) — українська легкоатлетка, майстер спорту України міжнародного класу з легкої атлетики, чемпіонка Європи.

## Життєпис
2003 року Ірина та Наталія Пигида, Олена Чебану й Марина Майданова здобули золоті нагороди в естафеті 4/400 метрів на Чемпіонаті Європи з легкої атлетики серед молоді.
Станом на 2004 рік — у складі олімпійської збірної України з легкої атлетики — представниця товариства «Динамо» в Івано-Франківській області, старший інспектор ВРП УМВС, старший лейтенант міліції.
Учасниця XXVIII та XXIX Літніх Олімпійських ігор.
У естафеті 4 х 400 метрів в складі команди завоювала бронзову медаль на Літній універсіаді 2007 року.
Майстер спорту України міжнародного класу, чемпіонка Європи.